# Secuenciación de células individuales
La secuenciación de células individuales (single-cell sequencing en inglés) es un conjunto de tecnologías utilizadas para determinar el orden de los nucleótidos en el ADN o ARN de células individuales.

Debido a la posibilidad de estudiar a cada célula por separado, estas tecnologías poseen una resolución superior a los métodos de secuenciación tradicionales (basados en el estudio de tejidos completos) y, en consecuencia, tienen muchas aplicaciones en la biología celular y la biomedicina. Por ejemplo, la secuenciación de células individuales se ha utilizado para entender la composición de diversos órganos o tejidos y descubrir nuevos tipos celulares. Igualmente, en el campo de la biología del desarrollo estas tecnologías permiten estudiar a detalle los procesos de diferenciación celular y organogenesis; y en el contexto del cáncer permiten identificar mutaciones presentes únicamente en un subgrupo de células.
La secuenciación de células individuales se basa en métodos biofísicos como la citometría de flujo o dispositivos de microfluidos, que permiten separar a las células contenidas en una suspensión o tejido y analizarlas una a la vez. El orden de los nucleótidos en cada una de estas células es determinado utilizando métodos de secuenciación de alto rendimiento.
El primer paso para aplicar esta metodología consiste en seleccionar un método adecuado para el aislamiento y la selección de células individuales. Entre las técnicas más empleadas se encuentran la centrifugación y la clasificación magnética. Sin embargo, actualmente existen métodos más avanzados y eficientes, como la citometría de flujo activada por fluorescencia (FACS, por sus siglas en inglés).
El FACS es una técnica que se basa en la citometría de flujo para clasificar y separar células individuales según sus características específicas. Utiliza anticuerpos marcados con fluorocromos que se unen a proteínas de superficie en las células de interés. Mediante el uso de láseres y detectores, se analizan propiedades físicas y químicas de las células, permitiendo su identificación y posterior aislamiento.

### Proceso de clasificación celular mediante FACS
1. Disociación y marcaje celular: Las células se disocian en una suspensión y se marcan con anticuerpos fluorescentes previamente seleccionados.[14]
2. Análisis por láser: Las células suspendidas en un flujo líquido pasan a través de un láser. Los detectores miden la luz dispersada y la fluorescencia emitida.[14]
3. Clasificación y recolección: Según las características detectadas, las células son desviadas por campos eléctricos hacia tubos de recolección separados.[14]

Este método permite una separación celular con alta especificidad, así como la obtención de muestras con niveles elevados de viabilidad y pureza, lo que lo hace ideal para aplicaciones avanzadas como la secuenciación de célula única.
Amplificación del material genético en células individuales:
La amplificación del material genético de células individuales presenta desafíos significativos debido a la formación de artefactos y duplicaciones, especialmente al utilizar métodos como la PCR o la Amplificación por Desplazamiento Múltiple (MDA). Una técnica ampliamente utilizada para superar estas limitaciones es la Amplificación por Desplazamiento Múltiple en Gotas (dMDA, por sus siglas en inglés). Esta metodología combina tecnología de microfluidos con amplificación isotérmica mediada por la enzima phi29 DNA polimerasa, lo que permite una cobertura genómica uniforme a partir de cantidades mínimas de ADN. La dMDA ha ganado popularidad en investigaciones de genómica de células individuales debido a su alta sensibilidad, eficiencia y capacidad para prevenir la contaminación cruzada.
Principio del dMDA
En la dMDA, el ADN genómico de una célula individual se encapsula en gotas de tamaño picolítico (<100 µm) mediante sistemas microfluídicos, como el Xdrop. Estas gotas actúan como microreactores que contienen los reactivos necesarios para la amplificación, aislando cada molécula de ADN y reduciendo así la posibilidad de contaminación cruzada entre muestras Tras completar la amplificación dentro de las gotas, estas se rompen para liberar el ADN amplificado, que luego puede utilizarse en secuenciación de genomas completos.
Ventajas del dMDA
Cobertura genómica uniforme
La enzima phi29 DNA polimerasa proporciona una amplificación uniforme del genoma y minimiza los sesgos asociados con técnicas como la PCR. Esto permite la detección de variantes genómicas incluso en regiones complejas o difíciles de amplificar.
Alta sensibilidad y precisión
La dMDA ha demostrado ser altamente precisa en la detección de variantes genómicas, incluyendo variantes estructurales y mutaciones puntuales. Estudios recientes reportan una precisión de hasta el 86 % en las llamadas de variantes, en comparación con el 74 % observado en otras metodologías.
Prevención de contaminación
La encapsulación en gotas asegura que cada reacción de amplificación ocurra de forma aislada, reduciendo significativamente el riesgo de contaminación cruzada entre muestras, un problema común en otras técnicas de amplificación.
Eficiencia en el procesamiento
Los sistemas microfluídicos como el Xdrop pueden generar alrededor de 50,000 gotas en solo 45 segundos, lo que permite procesar múltiples células de manera simultánea y eficiente en estudios a gran escala.

## Usos
Los organismos multicelulares están formados por millones de células organizadas en estructuras complejas como tejidos y órganos. El material genético de todas estas células (a excepción de los gametos, en donde está activa la recombinación genética) es prácticamente idéntico; sin embargo, debido a procesos moleculares como la expresión genética y las mutaciones, cada célula en un organismo es ligeramente distinta a las demás. En primer lugar, no todas las células expresan los mismos genes, sino que cada tipo celular utiliza un conjunto característico de genes que le permite llevar a cabo sus funciones especializadas. Por ejemplo, los eritrocitos expresan los genes necesarios para producir hemoglobina y transportar oxígeno, mientras que las células beta del páncreas expresan el gen de la insulina y regulan los niveles de glucosa en sangre. En segundo lugar, los procesos de mutación somática (por ejemplo, los cambios en el ADN inducidos por la radiación ultravioleta o la acumulación de mutaciones durante el cáncer) pueden modificar el ADN de cada célula de forma única. Para estudiar estos procesos biológicos es necesario analizar a cada célula por separado.
La mayoría de los métodos de secuenciación actuales, por ejemplo la secuenciación de ADN o la secuenciación de ARN, requieren de una gran cantidad de material biológico para poder detectar y cuantificar a los distintos ácidos nucleicos; por ejemplo, utilizan muestras de tejido con alto contenido celular. Debido a ello, se les denomina técnicas de secuenciación en masa (del inglés bulk sequencing), pues sus resultados representan el promedio de millones de células. La secuenciación en masa limita el análisis de muestras complejas formadas por muchos tipos celulares distintos.  Por ejemplo, aunque la secuenciación de ARN nos permite entender qué genes están activos en una muestra de tumor, no es posible usarla para determinar qué porcentaje de las células en la muestra expresa cada uno de estos genes.
Recientes avances tecnológicos  han permitido superar estas limitaciones analizando el material genético de cada célula individualmente. Por un lado, avances en la biofísica, por ejemplo dispositivos de microfluidos o nuevos citómetros de flujo, han hecho posible separar a las células de una muestra, una por una. Además, avances en la biología molecular han mejorado los métodos de amplificación de nucleótidos, reduciendo dramáticamente su límite de detección hasta permitir la cuantificación de ácidos nucleicos provenientes de una sola célula.
La secuenciación de células individuales permite explorar la variabilidad genética con un nivel de resolución sin precedentes, identificando características genómicas que serían inaccesibles con métodos tradicionales. Una de sus principales aplicaciones es la detección de variantes genéticas, como variantes de un solo nucleótido (SNVs), variantes estructurales (SVs) y repeticiones en tándem (TRs). Esto es particularmente útil para analizar regiones complejas del genoma, incluidas las llamadas “regiones oscuras”, que suelen ser difíciles de secuenciar debido a su alto contenido en repeticiones o composición GC extrema Estas capacidades son clave para estudios en los que se requiere una caracterización genética detallada de cada célula individual, como en enfermedades genéticas o estudios evolutivos.
Otra utilidad destacada de la secuenciación de células individuales es su capacidad para el estudio de variaciones somáticas, como las mutaciones que ocurren de forma específica en ciertas células durante la vida de un individuo. Este enfoque resulta crucial para entender procesos como la evolución tumoral, la acumulación de mutaciones en enfermedades relacionadas con el envejecimiento, y las tasas de mutación de novo Además, permite la reconstrucción de haplotipos y el análisis del genoma completo de células individuales mediante ensamblaje de novo, lo que abre nuevas posibilidades en investigaciones clínicas y genómicas para comprender mejor la regulación génica y la herencia genética